# 梨花镇 (卓资县)
梨花镇，是中国内蒙古自治区乌兰察布市卓资县下辖的一个乡镇级行政单位。

## 行政区划
梨花镇共辖以下地区：
刘广夭村、狮子沟村、三道营村、榆树营村、韭菜沟村、大包沟村、小土城村、大什字村、土城子村、丰恒村、中壕赖村、东壕赖村和福胜村。

## 交通
- 京包铁路：福生庄站
- 京藏高速